# Jean-Charles-Constant Brégeault
Jean-Charles-Constant Brégeault, francoski general, * 1887, † 1951.